# 观察性研究
观察性研究（observational study）为流行病学及统计学中的一种研究方法，又称非实验性研究或对比研究。该研究通过对研究对象在自然状态下根据特定的特征分组后进行观察、记录，并对结果进行描述和对比分析而得出结论。与实验及随机对照试验等研究方法不同，此类研究方法的研究者没有（或未能）人为设置处理因素。

## 原因
在研究中，可能因為一些原因使得研究者無法控制一些或所有獨立變數：
- 随机对照试验可能會違反伦理学標準。假設有研究者在研究墮胎-乳癌假說，其中認為墮胎和乳癌之間有因果關係。假設要進行随机对照试验，需要有大量的孕婦受實驗者群體，隨機的分為二組，分別是处理组（接受墮胎）及控制組（不接受墮胎），接著對二組受實驗者接受定期的乳癌檢查。這様的随机对照试验一定無法通過基本的道德原則。（同時這個實驗也會有許多的混淆和偏差介入，例如這個實驗不可能是雙盲實驗）。因此若要進行有關墮胎-乳癌假說的研究，一般會由一群已經接受過墮胎的婦女來進行。受實驗者的組成不受研究者的控制[來源請求]。
- 研究者可能就是無法給予適當的影響。假設科學家想要研究在公開場合的禁烟對公共衛生的影響。若在对照试验中，研究者會隨著的選擇一些群體，設法讓其處在禁烟環境下或是非禁烟環境下。不過每個群體本身或其對應的法令才是決定是否要禁煙的關鍵。研究者一般沒有足夠的政治權力，準確地讓這些群體要禁煙或是不要禁煙。在观察性研究中，研究者可能是針對一些群體進行研究，這些群體中有些已經在推行禁煙了[來源請求]

## 观察性研究的分類
- 病例對照研究：此研究一開始是起源於流行病學的研學，識別二個結果不同的既有群體，以一些假設的，可能是原因的特性為基礎，比較這二個群體的差異。
- 橫斷式研究（英语：Cross-sectional study）：在某個特定的時間，收集群集或是有代表性的子群集的資料。
- 縱向研究：涉及長時間重複觀察相同變量的相關研究。
- 队列研究：一種特別的縱向研究，針對同一個群體長時間進行的縱向研究。
- 生態學研究（英语：Ecological study），在群體層級量測至少一種變數的观察性研究。

## 观察性研究的實用程度及可靠性
观察性研究無法作為醫療行為「安全性、有效性或是效果」（safety, efficacy, or effectiveness）的可靠來源，不過仍然可以提供一些相關的資訊：
「這些研究可以：1) 提供實際上使用及實行醫療行為的相關資訊 2) 檢測在一般族群中使用特定醫療行為的好處及風險 3) 有助於建立假說，在後續的實驗中確認 4) 提供社羣層級的資料，可以用設計更多信息性的實用臨床試驗 5) 提供臨床實務的相關資訊。」

## 延伸閱讀
- Rosenbaum, Paul R.  2nd. New York: Springer-Verlag. 2002. ISBN 0387989676.
- "NIST/SEMATECH Handbook on Engineering Statistics" （页面存档备份，存于） at NIST